# Юлий Сакровир
Юлий Сакровир (Julius Sacrovir; Sacroviros, † след 21 г. при Отен, Франция) е ръководител на последното въстание на галите през 1 век.
Произлиза от Augustodunum (днес Отен, Autun, Бургундия, Франция) от благородническа фамилия на народа едуи.
Заедно с Юлий Флор, шеф на треверите, Сакровир започва през 21 г. въстание против римския император Тиберий.
Римските легиони на Гай Силий Авъл Цецина Ларг потушават въстанието.
Сакровир се самоубива.